# LaRon Landry
Pour les articles homonymes, voir Landry.
(en) Statistiques sur pro-football-reference
LaRon Louis Landry, né le 14 octobre 1984 à Metairie (Louisiane), est un joueur américain de football américain qui évolue au poste de safety pour les Colts d'Indianapolis.

## Biographie

### Carrière universitaire
Il a effectué sa carrière universitaire aux LSU Tigers de l'Université d'État de Louisiane où il fut titulaire les quatre années. Il fut semi-finaliste du Jim Thorpe Award sa dernière année et reçut une invitation au Senior Bowl.

### Carrière professionnelle
Il est drafté en 2007 à la 6e place (premier tour) par les Redskins de Washington avec lesquels il devait évoluer au poste de strong safety au côté du free safety Sean Taylor. Cependant, il occupe présentement le poste de free safety en raison du décès de Taylor en novembre 2007. Son contrat, signé le 30 juillet 2007, était de 41,5 millions de dollars US (dont 17,5 millions garantis) sur cinq années.
À la fin de son contrat, il signe pour un an et 3,5 millions de dollars avec les Jets de New York en 2012. Il termine cette saison avec 100 tackles au compteur, et est sélectionné pour son premier Pro Bowl. Les Jets, victimes de problèmes de salary cap, ne le resignent toutefois pas à l'issue de la saison.
Le 13 mars 2013, il signe avec les Colts d'Indianapolis.

## Vie personnelle
Il est le demi-frère du joueur des Ravens de Baltimore Dawan Landry.